# Llanfarian
Llanfarian est un village et une communauté du Ceredigion, au pays de Galles.

## Géographie
Llanfarian est situé dans le nord du Ceredigion, à quelques kilomètres au sud de la ville d'Aberystwyth.
La communauté de Llanfarian comprend aussi les villages et hameaux de Blaenplwyf (en), Capel Seion (cy), Chancery (en), Glanyrafon (en), Moriah (en) et Rhydyfelin (cy).

## Démographie
Au recensement de 2011, la communauté de Llanfarian comptait 1 541 habitants.